# Mammoth (Album)
Mammoth (engl für „Mammut“) ist das sechste Studioalbum der schwedischen Retro-Prog-Formation Beardfish. Es wurde am 25. März 2011 veröffentlicht.

## Stil und Rezeption
Auf „Mammoth“ spielen Beardfish einen Hard-Rock-beeinflussten Retro-Prog und entwickeln so den Stil ihrer vorherigen Alben weiter. Thomas Kohlruß schrieb über das Album:

„[E]s regiert wahrhaft eher klassischer Hardrock, natürlich in der schwedisch-progressiven Variante (Trettioåriga Kriget, die frühen Kaipa lassen grüßen, könnte man sagen, wenn man nach möglichen Vorbildern sucht).
Dann kommt mit „Outside / Inside“ in Form einer Solo-Piano-Einlage eine Zäsur und dann mit „Akakabotu“ sogar noch eine kleine Überraschung. Plötzlich beherrschen ein swingendes, manchmal röhrendes Saxofon und kraftvolle, wirbelnde Keyboards das Klangbild. Es macht sich eine vandergraafige Stimmung mit einem Schuss Jazzrock, abgeschmeckt mit etwas Uriah Heep breit, bevor zum Abschluss noch ein ausladender Retroprog-Kracher folgt, der zuweilen an Echolyn erinnert.“

## Formate
„Mammoth“ erschien in vier Formaten: Das Album wurde im Digipak als einzelne CD oder zusammen mit einer Video-DVD, die einen Konzertmitschnitt und das Making-of des Albums enthält, veröffentlicht, ferner als Schallplatte und als Download.

## Titelliste

### CD/LP
1. The Platform (8:06)
2. And The Stone Said "If I Could Speak" (15:08)
3. Tightrope (4:33)
4. Green Waves (8:53)
5. Outside/Inside (1:44)
6. Akakabotu (5:41)
7. Without Saying Anything (feat. Ventriloquist) (6:11)

### DVD

#### Live At De Boerderij
1. Awaken The Sleeping
2. The Hunter
3. Destined Solitaire
4. Until You Comply
5. Without You
6. Green Waves
7. Roulette

#### Making Of 'Mammoth'
1. Making Of "Mammoth"